# Phlegra tenella
Phlegra tenella là một loài nhện trong họ Salticidae.
Loài này thuộc chi Phlegra. Phlegra tenella được Wanda Wesołowska miêu tả năm 2006.